# Fatzwerk
Fatzwerk ist eine deutsche Band der Mittelalterszene aus der Hallertau. Die bayerische Band wurde 2006 in der Hallertau gegründet. Der Name bedeutet so viel wie „Spötterei“.

## Geschichte

### Die Anfänge
Die drei Gründungsmitglieder „Silas der Sittenstrolch“, „Meister Wammel von Ramsch“ und „Hans Olo der Ansehnliche“ waren noch zu Schulzeiten in verschiedenen Rock- und Metalbands involviert. Silas hat vor Fatzwerk die Mittelalterband „Maledictum“ gegründet, aber schon nach kurzer Zeit wurde diese wieder aufgelöst.
Nach der Gründung von Fatzwerk im Jahr 2006 wurden anfangs noch kleinere Privatveranstaltungen bespielt, aber schon 2007 konnte die Band beim großen Mittelalterfest „Ritter in München“ auf dem Tollwood-Gelände spielen. Es folgten Auftritte auf einigen Mittelaltermärkten und Stadtfesten, auf den Kulturfesten Open Flair (Ingolstadt) in Ingolstadt und Sinnflut in Erding, sowie auf dem Dellnhauser Volksmusikfest. Ein besonderes Ereignis war auch das erste Engagement auf dem Cave Gladium in Furth im Wald, wo die Band seither als Stammband jedes Jahr gastiert.

### Spielmannskunst
Im darauffolgenden Jahr wurde neben zahlreichen Mittelalterfesten auch das Festival Holledau, sowie eine Support-Show für Cultus Ferox gespielt.
Ende 2008 wurde das erste Album Sπelmannskunst (Spielmannskunst) in den Farmland Studios (heute Die Farm Studios) in Freising von Karlheinz „Kalle“ Wallner und Jürgen „Yogi“ Lang (beide RPWL) aufgenommen.
2009 hat die Band u. a. Auftritte auf dem Uferlos Festival in Freising, sowie eine Support-Show für Ingrimm und Feuerschwanz in Ingolstadt gespielt.

### Mit Sack & Pack
2010 stießen die Trommler „Alexus vom Taubenberg“ sowie „Sepp Ultura“ zur Band hinzu. Sepp Ultura spielte zuvor als „Donnerkeil“ bei der Band Tibetréa Trommeln und Percussion. Im selben Jahr wurden u. a. ein weiterer Auftritt mit der Band Feuerschwanz, sowie auf dem Uferlos-Festival absolviert. Ende des Jahres begann die Band mit den Aufnahmen ihres zweiten Studioalbums Mit Sack & Pack mit Hilfe ihres neuen Trommlers Alexus. Während der Produktion deutet sich schon der kommende Austritt des Gründungsmitglieds Silas an, der aber die Aufnahmen noch beendete, ehe er sich entschied Anfang 2011 die Band zu verlassen und zur Ingolstädter Mittelalterband Zackenflanke wechselte.
Insgesamt schafften es 6 Songs des Albums auf Sampler, u. a. von Zillo und Sonic Seducer.
Severin von Hals, der auf dem Album als Gastmusiker an Saiteninstrumenten und Gesang fungierte, trat der Band bei. Der Eintritt von Severin hatte eine Änderung des Musikstils der Band zur Folge, der sich von klassischer Marktmusik eher zum Folk veränderte.

### Zeytreyse
2012 stieß „Heinrich der Flötzer“ an der Marktsackpfeife zur Band hinzu. Die Band spielte u. a. auf dem Feuertanz Festival. Ende des Jahres begann die Band mit der Produktion des dritten Studioalbums Zeytreyse im Studio „Tonschale“ von Alexus. Das Album zeigte deutlichere Tendenzen zum Folk und beinhaltete weniger Sackpfeifen als die beiden Vorgänger. Songs des Albums konnten wieder auf Samplern von Zillo und Sonic Seducer platziert werden. Für die Veröffentlichung des Albums entschied sich die Band einen Vertrieb für alle bisherigen Alben zu suchen und fand mit iMusician Digital einen passenden Partner. Auch die beiden darauffolgenden Alben werden so vertrieben. Severin zog sich nach der Albumproduktion wieder aus dem Live-Geschehen der Band zurück und trat seitdem wieder als Gastmusiker auf den Alben der Band auf.

### Das Vierte
Im Jahr 2013 spielte die Band u. a. Auftritte auf den Festivals Schlosshof Festival und tanzt! (Festival), sowie auf dem Neuburger Schlossfest. Im selben Jahr entschied sich Sepp Ultura die Band zu verlassen.
Ende 2014 begann die Band mit den Planungen zum vierten Studioalbum Das Vierte. Die Band entschied sich, das Album teilweise mit Hilfe der Crowdfunding-Plattform startnext zu finanzieren. Das Finanzierungsziel wurde erreicht und sogar überschritten und so konnte die Produktion im „Tonschale“-Studio von Alexus beginnen.
Als Gastmusiker für das Album konnte Alexus, durch seine Arbeit bei Faun und Folk Noir, Stephan Groth an der Drehleier für den Song Blackleg Minor gewinnen. Auch konnten weitere Gastmusiker an Geige und Tin Whistle, sowie wieder einmal Severin an diversen Saiteninstrumenten und Gesang gewonnen werden.
Das Album wurde von Fans und Presse sehr gut aufgenommen. So schrieb die Zillo Medieval: „Das Vierte steckt voller Charme und Ideenreichtum und nicht zuletzt auch voller Blödsinn.“

### Holledau live
2016 wurden neben zahlreichen Mittelalterfesten u. a. auch das Regensburger Spectaculum bespielt. Ende des Jahres feierte die Band ihr 10-jähriges Bestehen mit einem Jubiläumskonzert in Pfaffenhofen a.d. Ilm, welches aufgenommen und zu einer Live-CD produziert wurde. Franziska Schober (ehemals Fuchsteufelswild (Band)) war 2016 bei einigen Auftritten als Live-Musikerin tätig, so auch beim Jubiläumskonzert in Pfaffenhofen. Auch Silas der Sittenstrolch war erstmals seit der Trennung 2011 beim Jubiläum wieder live an der Marktsackpfeife zu hören.
Anfang 2017 wurde die Live-Aufnahme des Jubiläumskonzertes als Live-Album mit dem Titel Holledau (live) veröffentlicht. Im Jahr 2018 wurden unter anderem das Mittelalterliches Spectaculum Oberwesel und das Fest zum reinen Bier in Ingolstadt bespielt. 2019 ist die Band u. a. auf dem Feuertanz Festival und beim Rahmenprogramm zum historischen Festspiel Der Meistertrunk in Rothenburg ob der Tauber aufgetreten.

### Arcade
Schon für 2020 wurde mit einigen Studio-Vlogs auf Youtube das fünfte Studioalbum der Band angekündigt. Die Veröffentlichung wurde allerdings verschoben, bedingt durch die Corona-Pandemie und der dadurch ausgefallenen Live-Auftritte der Band.
Am 12. Februar 2021 wurde das Album "Arcade" dann digital und physikalisch veröffentlicht. Das Thema des Albums und der Promotion waren die 80er Jahre. Auch ein Song des Albums widmet sich diesem Jahrzehnt. Der Stil der restlichen Songs auf dem Album ist wie bei den Alben zuvor klassische mittelalterliche Marktmusik und Folk. Vorab wurde eine Digitalsingle und ein Musikvideo zum Song El Miguel veröffentlicht.

## Stil
Die Band verwendet Live klassische Instrumente der mittelalterlichen Marktmusik wie Marktsackpfeife, Schalmei, Schlagwerk und Davul. Im Studio kommen auch Instrumente aus Folk und Weltmusik zum Einsatz wie z. B.: Harmonium, Bouzouki und Talking Drum. Humor spielt bei Fatzwerk eine große Rolle, so wurden die Namen der Musiker unter anderem von Gerhard Polt, Willy Astor und dem Film Das Leben des Brian inspiriert. Sowohl die Ansagen bei Live-Konzerten, als auch die Konzepte (Cover-Design, Einspieler) bei den CDs weisen auf den Humor der Band hin.

## Diskografie

### Studioalben
- 2009: Spielmannskunst (iMusician Digital)
- 2011: Mit Sack & Pack (iMusician Digital)
- 2013: Zeytreyse (iMusician Digital)
- 2015: Das Vierte (iMusician Digital)
- 2021: Arcade (iMD-FATZWERK)

### Livealben
- 2017: Holledau (Live) (iMusician Digital)

### Singles, Demos & EPs
- 2008: Lästige Musikanten (Eigenvertrieb)
- 2009: Fatzereyyy (Eigenvertrieb), digitale Veröffentlichung über die Plattform jamendo
- 2012: Schön, blöd & sakrisch laut (Eigenvertrieb), limitiert auf 50 Stück
- 2021: El Miguel (iMD-FATZWERK)

### Beiträge zu Kompilationen
- 2011: Zillo Medieval – Mittelalter und Musik CD IV (Zillo Musicmedia GmbH)
- 2012: Sonic Seducer – Mittelalter Special Vol. X (Sonic Seducer / Thomas Vogel Media E.K.)
- 2012: Verbündet (King Ov Kingz Rekorz / Koka Muzik)
- 2012: Mummenschanz Compilation Vol.1 (Harpyie Media)
- 2012: Medieval Spirits 6 – LARP Edition (Golden Core/ZYX Music)
- 2013: Mummenschanz Compilation Vol.2 (Harpyie Media)
- 2013: Sonic Seducer – Mittelalter-Musik 4 (Sonic Seducer / Thomas Vogel Media E.K.)
- 2013: Zillo Medieval – Mittelalter und Musik CD 8/2013 (Zillo Musicmedia GmbH)
- 2013: Medieval Spirits – The Ultimate Collection (ZYX Music)
- 2015: Mittelalter Festival (GoldenCore Records/ZYX Music)
- 2015: Zillo Medieval – Mittelalter und Musik CD 09/2015 (Zillo Medieval E.K.)
- 2016: Miroque Edition 17: Mittelalter 2016 (Sonic Seducer / Thomas Vogel Media E.K.)
- 2016: Verbündet IV (King Ov Kingz Rekorz / Koka Muzik)
- 2016: Mummenschanz Compilation Vol.3 (Harpyie Media)
- 2017: Mittelalter Festival Vol.2 (GoldenCore Records/ZYX Music)
- 2017: Sonic Seducer "Cold Hands Seduction" Vol. 191 (Sonic Seducer / Thomas Vogel Media E.K.)
- 2018: Mittelalter Festival Vol.3 (GoldenCore Records/ZYX Music)
- 2019: Mittelalter Festival Vol.4 (GoldenCore Records/ZYX Music)
- 2020: "The world of Mittelalter Festival" (GoldenCore Records/ZYX Music)
- 2023: "Mittelalter Rock Festival" (GoldenCore Records/ZYX Music)

## Trivia
- Alexander Schulz (Alexus vom Taubenberg) ist neben seiner Tätigkeit bei Fatzwerk auch Schlagzeuger/Perkussionist der Bands Faun und Folk Noir[13] und betreibt das Tonstudio „Tonschale“.
- Als Maskottchen der Band dient das japanische Monster Godzilla, welches auf fünf der sechs Alben in unterschiedlicher Form zu sehen ist.